# Campillo de Dueñas
Campillo de Dueñas – gmina w Hiszpanii, w prowincji Guadalajara, w Kastylii-La Mancha, o powierzchni 60,63 km². W 2011 roku gmina liczyła 91 mieszkańców.